# 2024년 이란의 파키스탄 미사일 공격
2024년 1월 16일, 이란은 파키스탄 발루치스탄주에서 이란 무장 단체인 자이시 울아들을 겨냥했다고 주장하며 공중 및 드론 공습을 실시했다. 이 사건은 이란이 지난 1월 3일에 발생한 케르만 폭탄 테러에 대응해 이스라엘 정보기관 모사드의 지역 본부와 테러 단체의 여러 거점을 표적으로, 이미 이라크와 시리아 내에서 유사한 공습을 감행한 지 단 하루 만에 발생했으며, IS에 책임이 있다. 파키스탄 정부는 이 공격을 비난하며 이란이 파키스탄 영공을 "도발적으로 침범"하여 두 명의 어린이를 살해했다고 밝혔다.